# 哨兵號驅逐艦
哨兵號驅逐艦（舷號H51）是一艘英國皇家海軍建造的驅逐艦，為S級驅逐艦的6號艦。她是英軍第15艘以哨兵（Scout）為名的軍艦。
哨兵號在1917年於蘇格蘭克萊德班克約翰·布朗造船公司開始建造，在1918年下水服役，但未有參與第一次世界大戰。戰後哨兵號被派往地中海艦隊，並在1928年調往中國艦隊。
1939年9月1日，第二次世界大戰爆發。哨兵號分別在香港及新加坡駐守，負責佈置水雷及反潛巡航。1941年12月8日，太平洋戰爭爆發，日軍入侵香港。哨兵號在當晚由香港調回新加坡，並加入東洋艦隊，輾轉在馬來亞等地參與護航任務。隨著英軍落敗，哨兵號在1942年後主要在印度洋海域負責護航，直到1945年8月日本投降為止。戰後哨兵號返回英國退役，並在1946年出售拆解。